# Siège de Tartas
Guerre de Cent Ans
Batailles
Le siège de Tartas est un engagement entre les Français et les Anglais pendant la guerre de Cent Ans. Les Anglais mettent le siège devant la ville de Tartas en Gascogne le 31 août 1441, qui capitule au bout de six mois. Ils se retirent 24 juin 1442, à l'approche d'une armée française considérable.

## Contexte

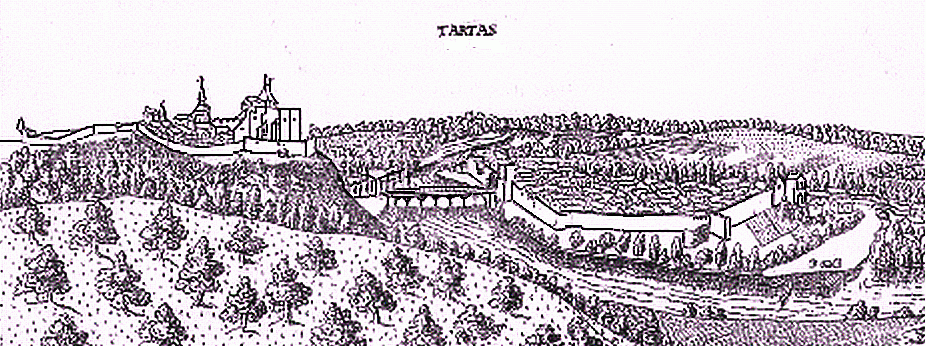
Place forte de Tartas

Tartas est une place forte de l'actuel département des Landes, à mi-chemin entre Dax et Mont-de-Marsan. La ville est traversée par la Midouze, un affluent de l'Adour. Dans une Gascogne dominée par les Anglais, c'est pourtant Charles d'Albret, vassal du roi de France, qui la commande.
C'est une épine pour les Anglais, d'autant que de son repaire Albret lance des chevauchées contre le pays.

## Déroulement du siège
L'armée anglo-gasconne est forte de cinq à six mille combattants. Elle est sous les ordres de Gaston Ier de Foix-Grailly, captal de Buch, de Jean Holland, comte de Huntingdon et lieutenant de Henri VI en Guyenne, d'Edmont Beaufort, comte de Dorset et de Thomas Rempston, sénéchal de Guyenne, basé non loin de là à Saint-Sever.
Le 31 août 1441, ce dernier engage le siège de Tartas avec cent hommes d'armes, quatre cents archers et leurs « canons, engins volans et autre artyllerie ».
Tartas capitule au bout de six mois. Un gouvernement provisoire y est installé, qui retient en otage un fils puîné de Charles d’Albret. Les belligérants conviennent qu'après la Saint-Jean, soit le 24 juin 1442, la ville deviendra anglaise à moins que d'ici là des renforts de Charles VII ne soient venus la libérer (ce délai est la manière classique et élégante d'alors pour permettre à Albret de se rendre, sans l'obliger à rompre son serment d'allégeance au roi).

## Levoyage de Tartas
En mai 1442 depuis le Limousin, Charles VII lance une expédition contre la Guyenne anglaise. L'armée est placée sous les ordres d'Arthur III de Bretagne, connétable de Richemont, secondé par Jean Bureau pour l'artillerie, et par ses deux maréchaux, le comte du Maine et le comte d'Eu ; le Dauphin les accompagne. En tout, ce sont trente-deux mille hommes qui se regroupent vers Toulouse (quatre mille lances - soit douze mille combattants -, huit mille archers et quatre mille coustilliers, et huit mille « autres combattants, tant arbalestriers que coustilliers »).
Une des priorités est de porter assistance à Albret et de libérer Tartas. Aussi le 23 juin une troupe de seize mille hommes se présente aux abords de la ville. Tous les grands noms du parti français sont présents. Avec le roi et le Dauphin marchent les comtes du Maine (Charles IV), d'Eu (Charles d'Artois), de la Marche (Bernard, frère du comte Jean IV d’Armagnac, et conseiller du roi), de Foix et Charles d’Albret bien sûr. Arthur de Richemont mène l'avant-garde avec « les seigneurs de Lohéac (André de Laval) et de Jaloingnes (Philippe de Culant), le seigneur de Coëtivy, amiral de France, le seigneur de Villars, le seigneur de Montgascon, le seigneur de Saint Prieth, le seigneur de Chalençon, le seigneur de Saint Vallier, le seigneur de Videmont » et les capitaines et routiers de guerre que sont « La Hire, Pothon de Xaintrailles, Anthoine de Chabannes, Olivier de Coëtivy, le seigneur de Blanville et son frère messire Robert Blanchefort, Pennesach, Floquet, Joachim Rohault, Pierre Rohault, Mathelin de Lescouan, Dimenche de Court et moult d’aultres nobles hommes de grand renom », et encore derrière « plus de sept a six vingt barrons et bannières et toutes ces gens en bataille en moult belle ordonnance et en grands habillements de chevaux et de harnois couverts de soye et d’orfevrerie »,.
Devant cette démonstration de force, les Anglo-gascons n'essaient même pas de résister. Le seigneur de Cauna et Augerot de Saint Per accompagnés de leur otage remettent à Arthur de Richemont les clés de Tartas. Le premier jure fidélité au roi de France, tandis que le second se réfugie à Dax, restant fidèle à Henri VI.

## Conséquences
Les Français poursuivent leur campagne en Gascogne. Le roi échoue devant Saint-Sever, mais le connétable de Richemont finalement appelé en renfort prend la ville, y capturant même le sénéchal de Guyenne Thomas Rempston avec les sceaux du duché. Au passage, le connétable épouse le 29 août à Nérac Jeanne — d'au moins vingt-cinq ans sa cadette —, fille de Charles II d'Albret auquel il vient de rendre ses possessions (elle mourra deux ans plus tard).
Tombent tour à tour Dax, Condom, Marmande et enfin La Réole, qui se rend le 8 décembre 1442. La chevauchée s'interrompt, et le roi s'installe pour l'hiver à Montauban. Pour La Hire, né à quinze kilomètres de Tartas, c'est la dernière campagne : il meurt en janvier à Montauban, des suites de ses blessures.
Les Anglais ont été surpris par la puissance des armées de Charles VII, et prennent conscience du déséquilibre. Malgré le faible nombre de victimes, l'épisode marque le début du déclin de la domination anglaise sur la Gascogne et la Guyenne.